# Stina Aronson
Ester Kristina "Stina" Aronson, född Andersson 26 december 1892 i Stockholm, död 24 november 1956 i Uppsala, var en svensk författare och folkskollärare. 
Aronson räknas till de tidiga svenska modernisterna.

## Biografi
Stina Aronson föddes utom äktenskapet som dotter till den då nyligen prästvigde och ogifte Olof Bergqvist, sedermera biskop i Luleå stift. En månad gammal sattes hon i fosterhem hos en slaktarfamilj, där hon vistades ett antal år tills hennes fosterfar begick ett mord och hon återplacerades hos sin biologiska mor. 
Aronson publicerade böcker under pseudonymerna Sara Sand och Mimmi Palm, men främst under sitt eget namn. Hennes genombrott kom med romanen Hitom himlen från 1946, om den fiktiva byn Mäntyjärvi i Tornedalen i Norrbotten. Författaren hade själv tillbringat många år i de trakterna, eftersom hon sedan 1918 var gift med överläkaren vid Norrbottens tuberkulossjukhus, Anders Aronson. Sara Lidman brukar ange Hitom himlen som en stor inspirationskälla till sitt eget skrivande. I novellsamlingen Sång till polstjärnan från 1948, liksom i romanen Den fjärde vågen från 1950, utspelade sig handlingen i samma norrländska trakt.
Bland övriga romaner märks Feberboken, en delvis självbiografisk roman om författarens förhållande med författaren Artur Lundkvist, publicerad under pseudonymen Mimmi Palm. Feberboken återutgavs 2005. Tillsammans med diktsamlingen Tolv hav (1930) och dramat Syskonbädd (1931) brukar Feberboken räknas som Aronsons modernistiska produktion. Även dramat Dockdans, som skrevs under 1930-talet, men som utgavs först 1949, brukar tillskrivas modernistiska drag. 
Stina Aronson var ledamot i Samfundet De Nio från 1949. År 2002 instiftade Samfundet De Nio Stina Aronsons pris till hennes minne.

### Postum utgivning
- Den röda gåvan och andra noveller / i urval av Margit Abenius och Margit Rasmusson. Stockholm: Norstedt. 1967. Libris 516214

## Priser och utmärkelser
- 1944 – Sigtunastiftelsens författarstipendium
- 1947 – Tidningen Vi:s litteraturpris
- 1948 – Svenska Dagbladets litteraturpris
- 1956 – De Nios Stora Pris